# Lea Salonga
María Lea Carmen Imutan Salonga Embaixador(a) da boa vontade da FAO (Manila, 22 de fevereiro de 1971),(/ˈleɪə səˈlɒŋɡə/), é uma atriz e cantora filipina que se tornou conhecida ao interpretar a protagonista Kim no musical Miss Saigon, papel que a fez ganhar os prêmios Olivier, Tony, Drama Desk, Outer Critics e   Theatre World. Salonga assinou com a Atlantic Records em 1993 e se tornou a primeira artista filipina a assinar um contrato com uma gravadora internacional. Além disso, é a primeira artista filipina a ter uma grande divulgação para o lançamento do seu álbum e a possuir um contrato de distribuição nos Estados Unidos. É uma das artistas que mais venderam da Filipinas, tendo mais de cinco milhões de cópias de seus álbuns vendidas ao redor do mundo.
Ela foi a primeira atriz asiática a desempenhar os papéis de Éponine e Fantine no musical da Broadway Les Misérables. Ela retratou os papeis no 10º e 25º espetáculo de aniversário do musical em London, respectivamente. Salonga também foi a voz cantada de duas princesas da Disney, Jasmine em Aladdin (1992) e Fa Mulan em Mulan (1998). Foi nomeada uma Disney Legend em 2011 por seu trabalho na The Walt Disney Company.

## Vida pessoal
Em 10 de janeiro de 2004, Salonga se casou com Robert Charles Chien, um diretor executivo de uma empresa de software de entretenimento de Los Angeles, Califórnia, quem ela conheceu enquanto fazia Flower Drum Song. Eles têm uma filha, Nicole Beverly, nascida em 2006, que recebeu o nome em homenagem a falecida sogra de Salonga, Beverly.

## Ligações Externas
- «Sítio oficial»
- Lea Salonga no X
- Lea Salonga. no IMDb.
- Lea Salonga na página Disney Legends